# Nuraghe Orolio
Il nuraghe Orolio, chiamato anche Madrone è un monumento archeologico che si trova sulla collina che domina il comune di Silanus.

## Il nuraghe

### Struttura
Orolio è un nuraghe complesso costruito prevalentemente in granito. 
Rimane quasi intatta la torre centrale alta circa 12 metri originariamente affiancata da altri due o tre corpi. Il nuraghe presenta due tholos sovrapposte, collegate da una scala principale e da una scala secondaria occulta dotata di un mezzanino.
Queste particolarità costruttive rendono Orolìo uno dei nuraghi più interessanti e suggestivi.

### Situazione attuale
Nonostante le sue straordinarie peculiarità, il nuraghe si trova in stato di totale abbandono, la murata interna della tholos del secondo livello presenta un esteso crollo. Alla base del nuraghe si notano i ruderi di altre costruzioni nuragiche ancora non adeguatamente indagate.

## Galleria d'immagini

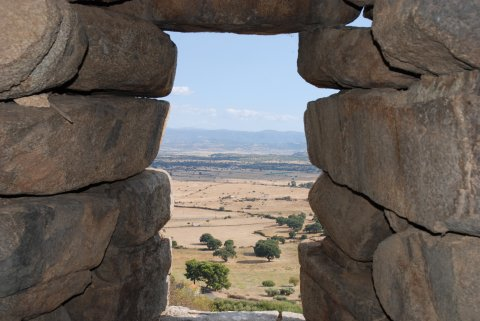
Orolio vista dal primo livello
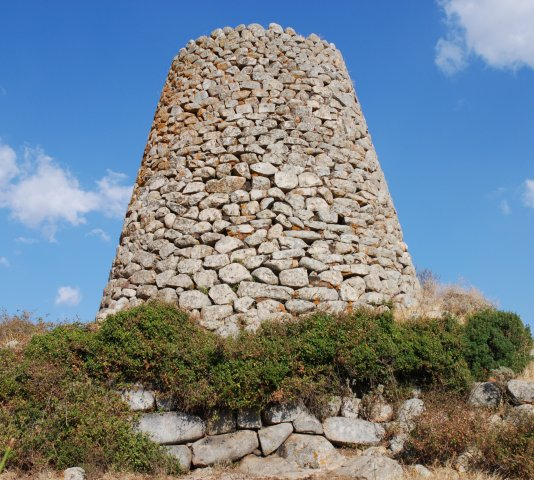
Orolio vista nord
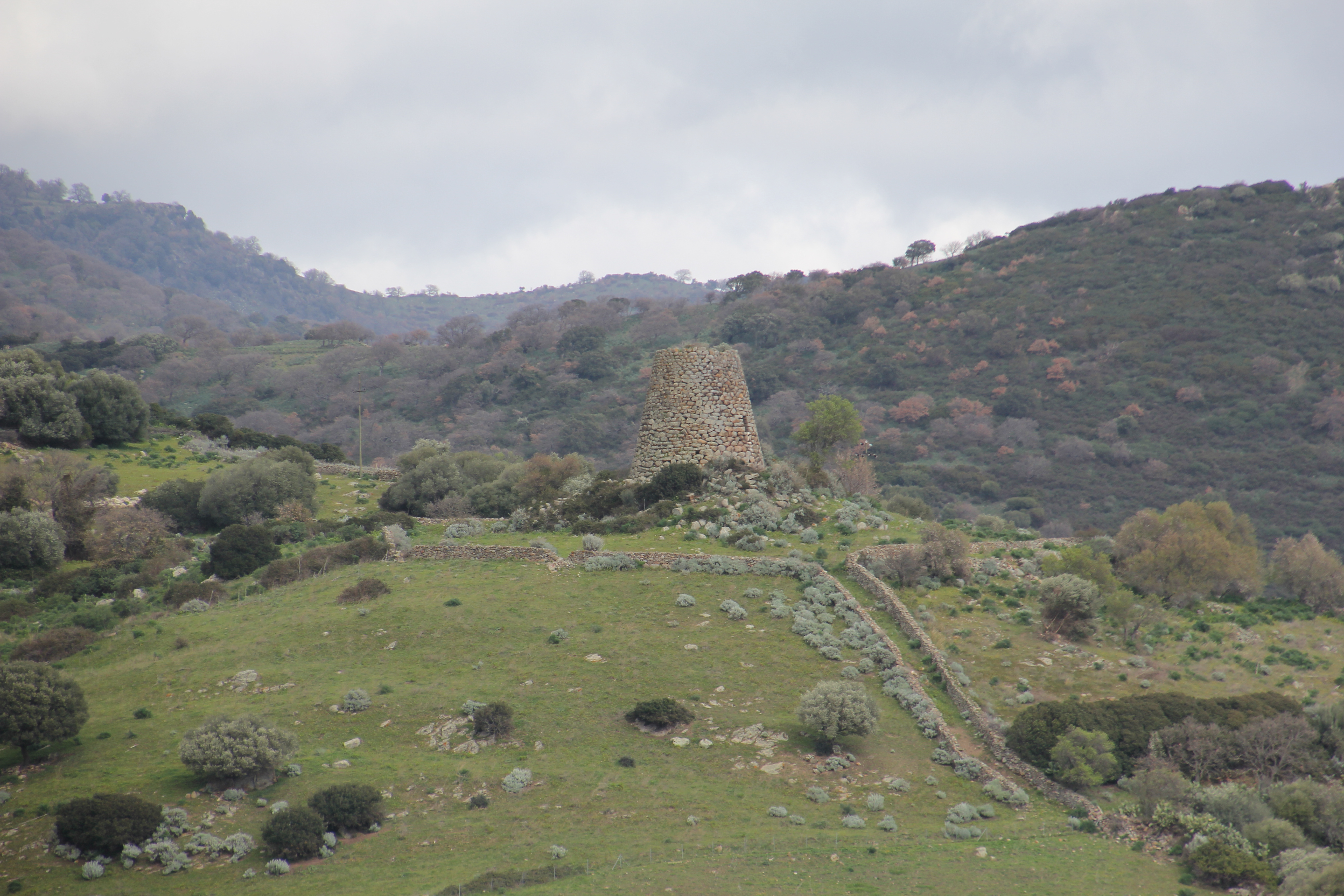
Vista da Silanus